# ناتالي هنتر
ناتالي هنتر (بالإنجليزية: Natalie Hunter)‏ هي راكبة الكنو أسترالية، ولدت في 13 فبراير 1967.

## وصلات خارجية
- ناتالي هنتر على موقع أوليمبيديا (الإنجليزية)
- ناتالي هنتر على موقع اللجنة الأولمبية الأسترالية (الإنجليزية)